# Göran Bergendahl
Göran Henrik Bergendahl, född 24 juni 1940 i Varberg, död 16 november 2019, var en svensk  professor i industriell och finansiell ekonomi.
Bergendahl avlade filosofie licentiatexamen i Lund 1966 och disputerade 1969 på en avhandling om investeringsmodeller för transportsystem. Han blev biträdande professor i Stockholm 1969,  samt professor i företagsekonomi i Göteborg 1971. Han verkade vid European Institute for Advanced Studies in Management i Bryssel 1973–1975, vid Stanford University i USA 1978 och vid Oxford Institute for Energy Studies i England 1983–1984. Han var rektor för Handelshögskolan vid Göteborgs universitet 1997–2000.
Bergendahls forskning fokuserade på ekonomisk analys och dess betydelse för företags lönsamhet och resursutnyttjande i kommunala och statliga verksamheter. Han var drivande i flera statliga utredningar vad gäller effektivisering av energianvändning och transporter.
Han var ledamot av Hallands Akademi.

## Utmärkelser
- 2000 - Festskrift till Bergendahls 60-årsdag: Bergendahl Göran, Lindblom Ted, Segelod Esbjörn, red (2000). Utan handledning: en vänbok till Göran Bergendahl. Göteborg: BAS. Libris 7627601. ISBN 9172461780